# Thyropygus heterurus
Thyropygus heterurus är en mångfotingart som beskrevs av Filippo Silvestri 1897. Thyropygus heterurus ingår i släktet Thyropygus och familjen Harpagophoridae. Inga underarter finns listade i Catalogue of Life.